# Madeleine Frieden-Kinnen
Madeleine Frieden-Kinnen (* 4. Oktober 1915 in Esch an der Alzette; † 8. Februar 1999 in Luxemburg) war eine luxemburgische Politikerin und die erste Ministerin Luxemburgs.

## Leben
Sie studierte in Dijon, Paris, München und Löwen und wurde in Literaturwissenschaften promoviert. 1946 heiratete sie den Direktor der Nationalbibliothek Pierre Frieden, der von 1958 bis 1959 luxemburgischer Ministerpräsident war.
Frieden-Kinnen war 1953 Gründerin der christlich-sozialen Frauenorganisation und von 1960 bis 1966 Präsidentin der katholischen Aktion der Frauen Luxemburgs. Bei der Kabinettsumbildung vom 3. Januar 1967 wurde sie als erstes weibliches Mitglied einer luxemburgischen Regierung Staatssekretärin für Jugend, Familie und Erziehung. 1969 wurde sie Ministerin für Familie, Jugend und soziale Solidarität sowie Kultur- und Kultusministerin in der Regierung Werner-Schaus II. Nach ihrem Rücktritt 1972 wegen der Burgfried-Affäre zog sie sich aus der Politik zurück und widmete sich der Entwicklungshilfe in Afrika.
Nach ihrem Tod wurde am 9. Februar 1999 im luxemburgischen Parlament eine von ihr verfasste Erklärung verlesen, in der sie die 1972 gegen sie erhobenen Vorwürfe zurückwies. Durch Zufall war an dem Tag der damalige Außenminister Jacques Poos im Plenum anwesend, der 1969 Direkter der Tageszeitung Tageblatt war, in welcher die Vorwürfe erhoben wurden.